# Hans Podlipnik
Hans Podlipnik Castillo (Lo Barnechea, Santiago, 9 de enero de 1988), conocido deportivamente como Hans Podlipnik-Castillo, es un extenista chileno de los años 2010. Durante su carrera ha ganado en dobles un título ATP 250, 20 Challenger y la medalla de oro en los Juegos Panamericanos de 2015. Su mejor puesto en la Clasificación de la ATP individual ha sido el 157.º en 2015 y, en dobles, el 43.º en 2018. Fue el «chileno mejor clasificado» en las temporadas de 2014 y 2015. Compite por el equipo chileno de Copa Davis desde 2008.
Preside la fundación Futuros para el Tenis en Chile y es embajador de la organización Greenpeace.

## Trayectoria deportiva

### 2014
El 21 de abril de 2014 se convirtió en el número 1 de Chile, desplazando a Paul Capdeville.
En septiembre de 2014 se coronó campeón del Challenger de Mequinez en Túnez: junto con Stefano Travaglia vencieron en la final de dobles a los españoles Gerard Granollers y Jordi Samper por 6-2, (4)6-7 y 10-7 en el superdesempate, logrando el primer título Challenger de su carrera.

### 2015

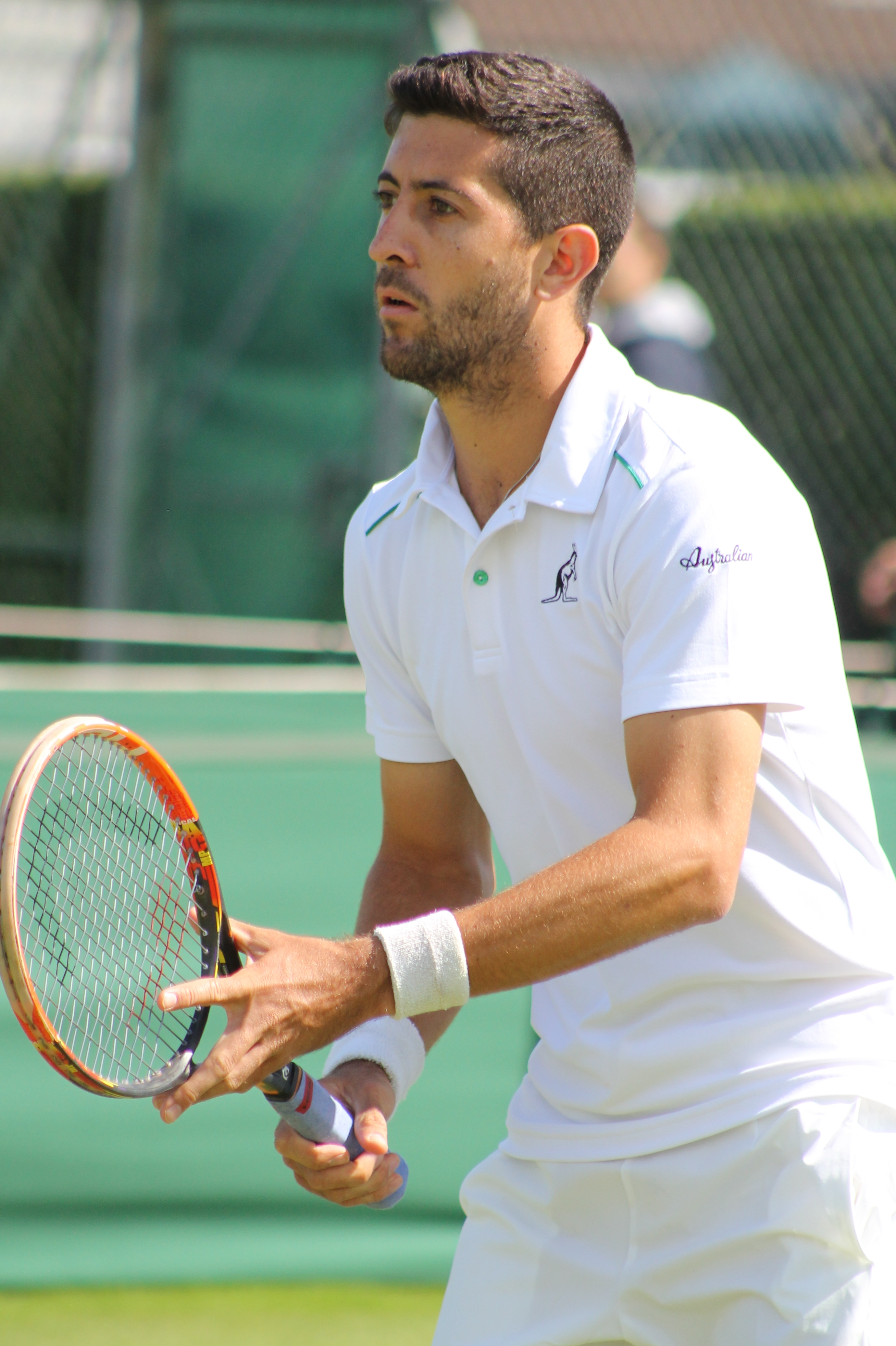
Hans Podlipnik en la qualy de Wimbledon 2015

En febrero se consagra campeón del Challenger de Santo Domingo 2015 en la modalidad de dobles junto al venezolano Roberto Maytín tras vencer a los monegasco Romain Arneodo y Benjamin Balleret por 6-3, 2-6 y 10-4 en el superdesempate.
El 26 de abril nuevamente llega a una final a nivel Challenger, en el Challenger de Vercelli 2015 junto a Andrea Arnaboldi, enfrentando a Serguéi Betov y Mijaíl Yelguin, cayendo por 7-6, 5-7 y 3-10.
En mayo se coronó campeón del Challenger de Ostrava 2015, su segundo torneo Challenger en el año, junto a Andrej Martin vencieron a los checos Roman Jebavý y Jan Šátral por parciales de 4-6, 7-5 y 10-1 en el superdesempate.
El 20 de junio, H-Pod llegó a la final del Challenger de Poprad de Eslovaquia, cayendo ante el checo Adam Pavlásek por 6-2, 3-6 y 6-3.
En julio ganó la medalla de. oro en los Panamericanos Toronto 2015 en dobles, junto con Nicolás Jarry, en primera ronda vencieron a los canadienses Phillip Bester y Brayden Schnur por doble 6-4, después en cuartos de final doblegaron a los estadounidenses Jean-Yves Aubone y Dennis Novikov por 5-7, 6-3 y 10-3, en semifinales se deshisieron de los ecuatorianos Gonzalo Escobar y Emilio Gómez por doble 6-4 y finalmente el 15 de julio en la final vencieron a los argentinos Guido Andreozzi y Facundo Bagnis por 6-4 y 7-6.
En agosto se coronó campeón del Challenger de Biella 2015 junto a Andrej Martin vencieron a Alexandru-Daniel Carpen y Dino Marcan por 7-5, 1-6 y 10-8 en el superdesempate y así lograba entrar por primera vez al top 100 en dobles, siendo Fernando González el último tenista chileno que entró a este ranking en dicha modalidad en 2004, una semana después el 8 de agosto se corona campeón del Challenger de Liberec 2015 junto al esloveno Martin tras derrotar a Wesley Koolhof y Matwé Middelkoop por 7-5, 6-7 y 10-5 en el superdesempate, sumando su segundo título consecutivo y cuarto challenger en el año, además de subir hasta el puesto 85 del Ranking ATP.
En noviembre gana el Challenger de Lima junto a Andrej Martin tras vencer a los brasileños Rogerio Dutra Silva y João Souza por 6-3 y 6-4, logrando subir 5 puestos más en el Ranking y situarse 80.º, además el 21 de noviembre ganó el Challenger de Montevideo junto con Andrej Martin venciendo por 6-4, 3-6 y 10-6 a Marcelo Demoliner y Gastão Elias, con este título logró situarse en el puesto 73.º.
Finalizó 167.º en individuales y en el 74.º en dobles, siendo el número 1 de Chile en ambas modalidades.

### 2016: Primera participación en Grand Slam y retiró en individuales

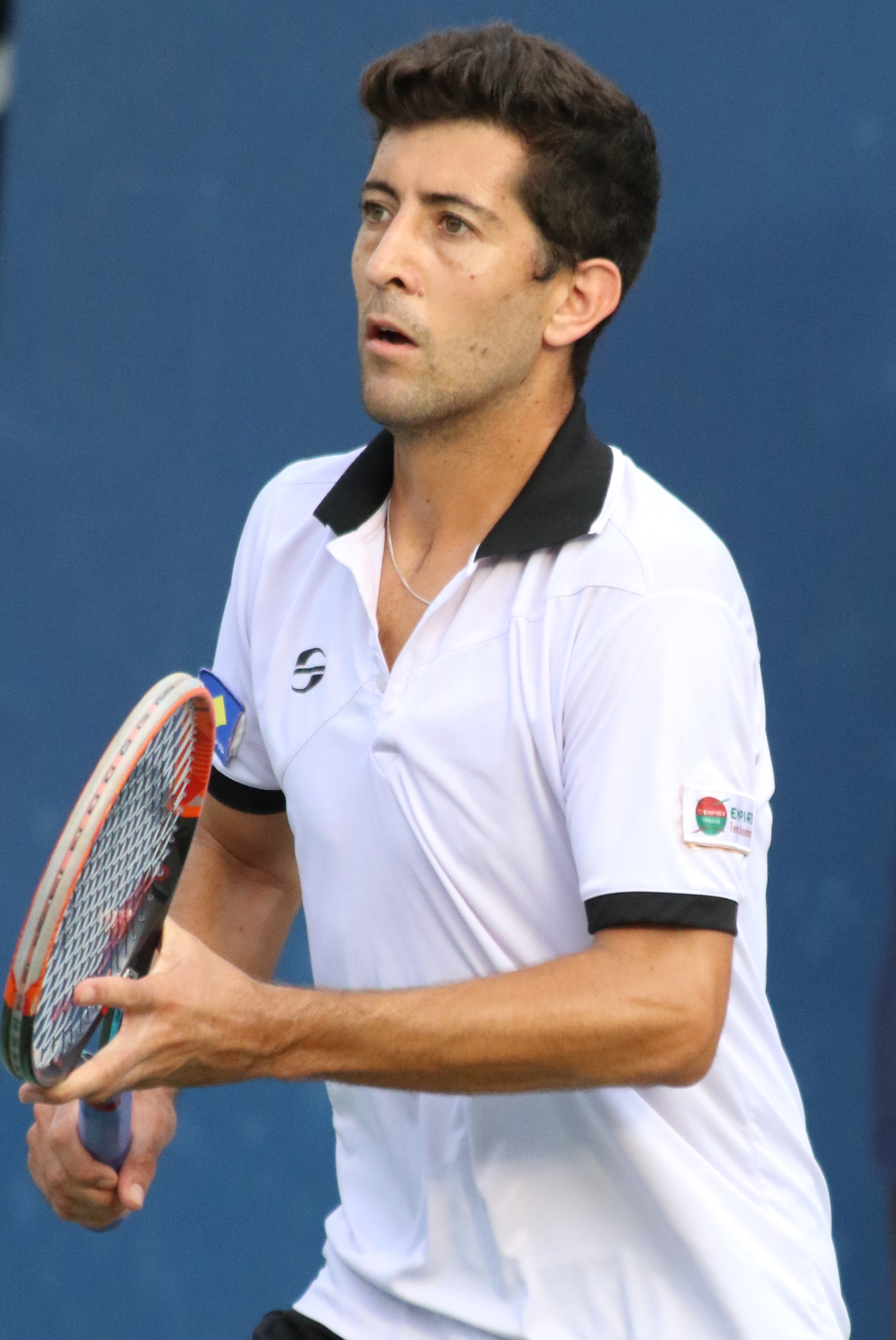
Hans Podlipnik en el US Open 2016

En enero debuta en un Grand Slam en la modalidad de dobles masculinos junto Nicholas Monroe cayendo en primera ronda frente a los franceses y 6° cabeza de serie Pierre-Hugues Herbert y Nicolas Mahut por 6-1 y 6-4.
En marzo tras disputar la Copa Davis ante República Dominicana, en el Challenger de Santiago 2016 se corona campeón junto a Julio Peralta tras vencer a los argentinos Facundo Bagnis y Máximo González por 7-6, 4-6 y 10-5 en el superdesempate.
En abril Hans se coronó campeón de otro challenger, el Challenger de Turín 2016 junto a su compañero Andrej Martin venciendo a Rameez Junaid y Mateusz Kowalczyk por 4-6, 7-6 y 12-10 en el superdesempate.

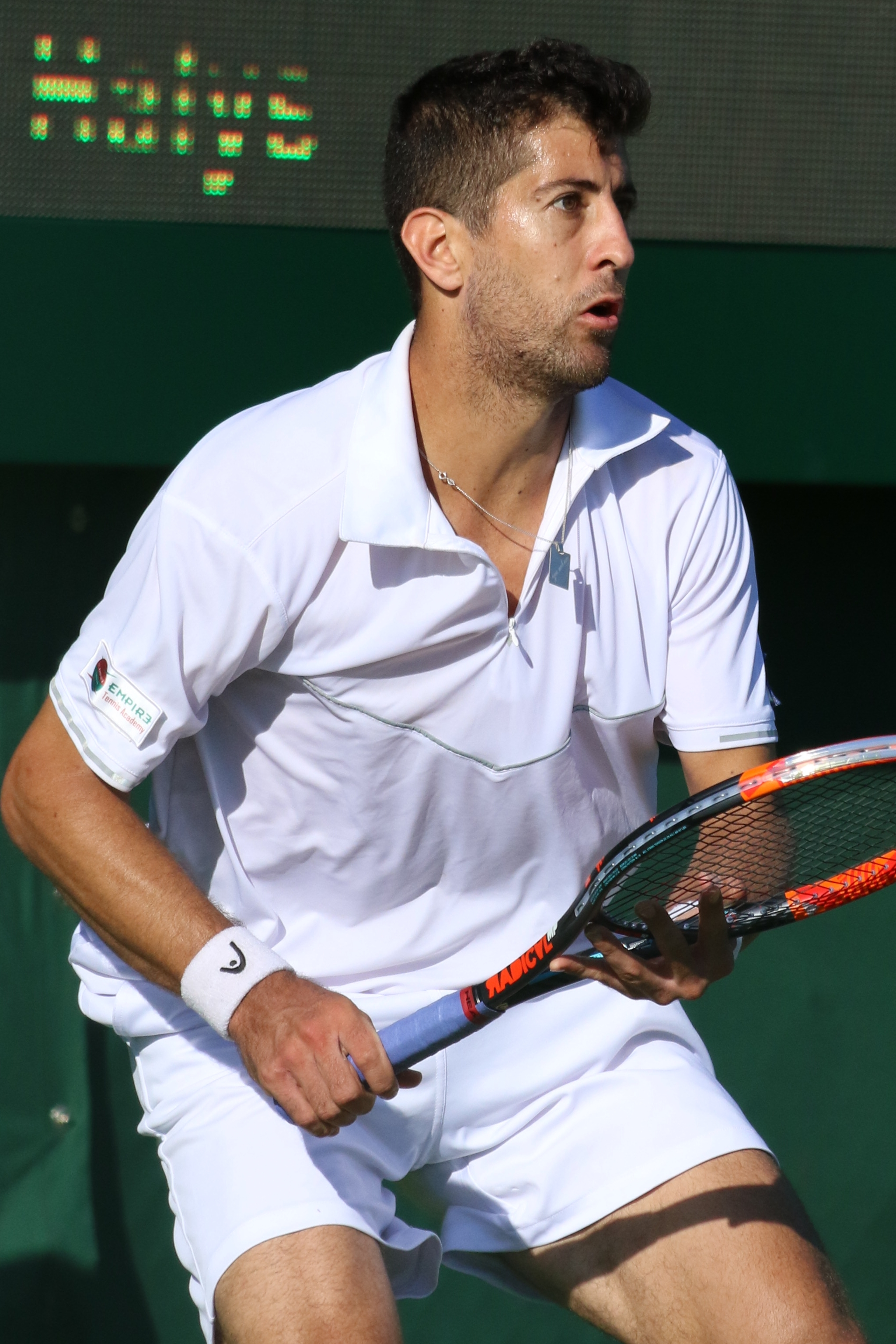
Podlipnik en Wimbledon 2016

En junio, Podlipnik participa en su segundo Grand Slam, en la catedral del tenis en Wimbledon 2016 junto a Andrej Martin participaron en el dobles masculino llegando hasta segunda ronda, en la primera enfrentaron a los suecos Johan Brunström y Andreas Siljestrom derrotándolos en tres parciales por 6-3, 6-7 y 8-6 en 2 horas y 26 minutos, consiguiendo así su primer triunfo en uno de los cuatro grandes, después en 2°Ronda enfrentaron a los 6° cabeza de serie Rohan Bopanna y Florin Mergea cayendo por 7-5 y 6-2.
En julio se retira individualmente para dedicarse al dobles, donde ha ganado 18 títulos en Challenger, En el mismo mes se corona campeón del Challenger de Cali 2016 junto a su compatriota Nicolás Jarry tras vencer a Erik Crepaldi y Daniel Dutra da Silva por 6-1 y 7-6.
En el mes de agosto participa por primera vez en un cita olímpica, en los JJ.OO Río 2016 en el Dobles Masculino junto a Julio Peralta representando al COCh en el Tenis, teniendo unos duros rivales en primera ronda los estadounidenses Steve Johnson y Jack Sock cayendo por un contundente doble 6 a 2 en tan solo 48 minutos, semanas después participa en el último Grand Slam del año, el US Open 2016 junto con el tunecino Malek Jaziri, enfrentaron en primera ronda a Brian Baker y Marcus Daniell cayendo por un contundente 6-3 y 6-2 despidiéndose en 1.ª ronda del torneo neoyorquino.

### 2018
En enero de 2018 comienza jugando el Australia Open, en el primer Grand slam del año el chileno junto a su compañero Andréi Vasilevski llegan a la tercera ronda, siendo derrotado por la dupla de Marcus Daniell y Dominic Inglot con parciales de 4-6 y 3-6. Gracias a su gran torneo logró escalar hasta su mejor ranking hasta la fecha 51

## Copa Davis
Fue 16 veces nominado al Equipo de Copa Davis de Chile, con 17 partidos jugados, acumuló 11 victorias (3 en individuales y 8 en dobles) y 6 derrotas (2 en individuales y 4 en dobles).
- Debut: abril de 2008, ante Canadá por el Grupo Mundial, derrota ante Peter Polansky por 6-3 y 6-2.

### 2015
Volvió al equipo nacional en 2015, 6 años después de su última nominación (última vez en 2009), ante Perú.
El 7 de marzo de 2015 con Gonzalo Lama con pareja de dobles, los chilenos derrotaron a Juan Pablo Varillas y Santiago Galdós por estrechos marcadores de 6-4, 3-6, 6-4, 7-5 y Chile cerró la serie ganando por 3-0 sobre Perú. después jugó el quinto punto ante Varillas, triunfo por doble 6-1.
El 18 de julio, Podlipnik, junto a Nicolás Jarry, cerró la serie ante México tras vencer a Daniel Garza y Gerardo López Villaseñor por 6-1, 6-4 y 6-4 en 1 hora y 37 minutos. Finalmente los chilenos vencerían 5-0 a los aztecas en La Tortuga de Talcahuano.
El 18 de septiembre, Chile jugaba la final de la Zona Americana  ante Venezuela, Hans jugó el 2-0 y venció 6-4, 6-3 y 6-3 a Jordi Muñoz en 2 horas y 26 minutos y dejaba a Chile a un punto de volver a la segunda división del tenis mundial, al día siguiente con Christian Garín como pareja, vencieron a los venezolanos Ricardo Rodríguez y Luis Martínez por apretados parciales; 7-6(0), 6-4, 7-6(4) y dejaban 3-0 la serie en el Club Palestino.

### 2016
El 4 de marzo de 2016, Chile iniciaba su participación en la Zona Americana. Hans iniciaba la serie ante José Olivares, sólido triunfo por 6-1, 6-1 y 7-6 en dos horas de partido, al día siguiente Podlipnik se encargaría de cerrar otra serie, junto a Julio Peralta vencieron por 6-1, 6-1 y 7-5 a Manuel Castellanos y José Hernández en el Court Central Anita Lizana.
El 18 de julio de 2016 Podlipnik tendría uno de los mejores triunfos de su carrera, junto al Nico Jarry vencieron a Juan Sebastián Cabal y Robert Farah por parciales de 6-4, 2-6, 6-2, (4)6-7 y 7-6(5) en 4 horas y 26 minutos y dejaba la serie 2-1 a favor de Chile ante Colombia (Finalmente ganarían por 3-1 y clasificaban a la Repechaje del Grupo Mundial 2017).
El 17 de septiembre de 2016 en dobles junto a Jarry, perderían ante Vasek Pospisil y Adil Shamasdin por 6-3, 6-4 y 7-6. y Chile se despidió de tener chances de regresar al grupo mundial después de 6 años (Última vez en 2011).

### 2017
en abril de 2017 el equipo chileno enfrentaba a República Dominicana en Santo Domingo y Hans como en tantas otra series le tocaría cerrar de nuevo tras vencer en el dobles (junto a Jarry) a Roberto Cid y José Hernández por 6-3, 6-4, 6-2.
En abril se jugaba la Final Zona I Americana 2017 ante Colombia, esta serie fue jugada como una revancha para los colombianos.
En el dobles junto a Nicolás Jarry enfrentó a la dupla top ten Juan Sebastián Cabal y Robert Farah quienes se volvían a ver las caras después de lo ocurrido en Iquique, triunfo para los colombianos en 4 mangas y la balanza se desequibraba a favor de Colombia 2-1. Finalmente Santiago Giraldo derrotaría a Christian Garín y Colombia ganaría por 3-1 en Medellín.

### 2018
En febrero, Chile debía enfrentarse a Ecuador en el Court Central Anita Lizana por la primera ronda de la Zona 1 Americana.
En el tercer punto de la serie Hans junto a Nicolás Jarry vencieron a los ecuatorianos Diego Hidalgo y Roberto Quiroz por unos estrechos doble 7-6, dándole el segundo punto a Chile.
Finalmente Jarry vencería a Quiroz en el cuarto punto sellando el triunfo de Chile.
En abril, Chile debía enfrentarse a Argentina por la Final de la Zona Americana I en el Estadio Aldo Cantoni en San Juan, a 18 años de la última serie también conocida como «La tarde de los Sillazos», Podlipnik disputaría el clásico tercer punto de dobles junto a Nico Jarry enfrentándose a los argentinos Máximo González y Guido Pella, en el primer set luego de 12 juegos muy parejos no hubo quiebres, por lo que el primer parcial tuvo que ir a una muerte súbita donde los chilenos tuvieron 2 set points pero no los aprovecharon y la dupla Pella-González ganó por 9-7 en una hora y 16 minutos, luego en el segundo set Chile quebraria en el momento justo el saque de González para ganar el set por 7-5 en una hora y enviar todo a un tercer set, en el último y definitivo set la dupla chilena quebró en el sexto juego tras un pelota a la red de Pella y terminó llevándose el partido por (7)6-7, 7-5 y 6-3 en tres horas de partido, sumando el segundo punto en la serie y a uno de lograr la hazaña.
Después en el cuarto punto Schwartzman doblegaría por doble 6-4 a Jarry y estiraria la serie al quinto punto donde Guido Pella venció a Christian Garín por 6-3 y 7-6.

## Títulos ATP (1; 0+1)

### Dobles (1)
| Leyenda                         |
| Grand Slam (0)                  |
| ATP Wourld Tour Finals (0)      |
| ATP Masters 1000 World Tour (0) |
| ATP World Tour 500 series (0)   |
| ATP World Tour 250 series (1)   |

| N.º | Fecha                 | Torneos | Superficie    | Pareja        | Oponentes en la final           | Resultado   |
| --- | --------------------- | ------- | ------------- | ------------- | ------------------------------- | ----------- |
| 1.  | 10 de febrero de 2018 | Quito   | Tierra batida | Nicolás Jarry | Austin Krajicek Jackson Withrow | 7-6(6), 6-3 |

#### Finalista (1)
| N.º | Fecha               | Torneos   | Superficie    | Pareja            | Oponentes en la final        | Resultado         |
| --- | ------------------- | --------- | ------------- | ----------------- | ---------------------------- | ----------------- |
| 1.  | 5 de agosto de 2017 | Kitzbühel | Tierra batida | Andréi Vasilevski | Pablo Cuevas Guillermo Durán | 4-6, 6-4, [10-12] |

#### Juegos Panamericanos (1)
| N.º | Fecha               | Torneos                      | Superficie | Pareja        | Oponentes en la final          | Resultado       |
| --- | ------------------- | ---------------------------- | ---------- | ------------- | ------------------------------ | --------------- |
| 1.  | 15 de julio de 2015 | Juegos Panamericanos de 2015 | Dura       | Nicolás Jarry | Guido Andreozzi Facundo Bagnis | 6-4, 7-6, [7-5] |

## Títulos enChallengers(20; 0+20)

### Dobles (20)
| N.º | Fecha                    | Torneo                      | Superficie    | Pareja            | Oponentes en la final               | Resultado           |
| --- | ------------------------ | --------------------------- | ------------- | ----------------- | ----------------------------------- | ------------------- |
| 1.  | 15 de septiembre de 2014 | Challenger de Mequinez      | Tierra batida | Stefano Travaglia | Gerard Granollers Jordi Samper      | 6-2 6-7(4) [10-7]   |
| 2.  | 9 de febrero de 2015     | Challenger de Santo Domingo | Tierra batida | Roberto Maytín    | Romain Arneodo Benjamin Balleret    | 6-3 2-6 [10-4]      |
| 3.  | 26 de abril de 2015      | Challenger de Vercelli      | Tierra batida | Andrea Arnaboldi  | Serguéi Betov Mijaíl Yelguin        | 6–7(5), 7–5, [10–3] |
| 4.  | 27 de abril de 2015      | Challenger de Ostrava       | Tierra batida | Andrej Martin     | Roman Jebavý Jan Šátral             | 4-6 7-5 [10-1]      |
| 5.  | 1 de agosto de 2015      | Challenger de Biella        | Tierra batida | Andrej Martin     | Alexandru-Daniel Carpen Dino Marcan | 7-5 1-6 [10-8]      |
| 6.  | 8 de agosto de 2015      | Challenger de Liberec       | Tierra batida | Andrej Martin     | Wesley Koolhof Matwé Middelkoop     | 7-5 6-7(3) [10-5]   |
| 7.  | 21 de septiembre de 2015 | Challenger de Campinas      | Tierra batida | Andrés Molteni    | Guilherme Clezar Fabricio Neis      | 3-6 6-2 [10-0]      |
| 8.  | 5 de octubre de 2015     | Challenger de São Paulo     | Tierra batida | Caio Zampieri     | Nicolás Kicker Renzo Olivo          | 7-5 6-0             |
| 9.  | 26 de octubre de 2015    | Challenger de Lima          | Tierra batida | Andrej Martin     | Rogério Dutra da Silva João Souza   | 6-3 6-4             |
| 10. | 16 de noviembre de 2015  | Challenger de Montevideo    | Tierra batida | Andrej Martin     | Marcelo Demoliner Gastão Elias      | 6-4 3-6 [10-6]      |
| 11. | 7 de marzo de 2016       | Challenger de Santiago      | Tierra batida | Julio Peralta     | Facundo Bagnis Máximo González      | 7-6(4) 4-6 10-5     |
| 12. | 18 de abril de 2016      | Challenger de Turín         | Tierra batida | Andrej Martin     | Rameez Junaid Mateusz Kowalczyk     | 4-6 7-6(3) [12-10]  |
| 13. | 4 de julio de 2016       | Challenger de Cali          | Tierra batida | Nicolás Jarry     | Erik Crepaldi Daniel Dutra da Silva | 6-1, 7-6(6)         |
| 14. | 2 de enero de 2017       | Challenger de Happy Valley  | Dura          | Max Schnur        | Steven De Waard Marc Polmans        | 7-6(5), 4-6, [10-6] |
| 15. | 17 de enero de 2017      | Challenger de Koblenz       | Dura (i)      | Andréi Vasilevski | Roman Jebavý Lukáš Rosol            | 7-5, 3-6, [16-14]   |
| 16. | 22 de mayo de 2017       | Challenger de Shymkent      | Tierra batida | Andréi Vasilevski | Clément Geens Juan Pablo Paz        | 6-4, 6-2            |
| 17. | 12 de agosto de 2017     | Challenger de Portoroz      | Dura (i)      | Andréi Vasilevski | Lukáš Rosol Franko Škugor           | 6-3, 7-6(4)         |
| 18. | 9 de octubre de 2017     | Tashkent Challenger         | Dura (i)      | Andréi Vasilevski | Yuki Bhambri Divij Sharan           | 6-4, 6-2            |
| 19. | 15 de septiembre de 2018 | Challenger de Bania Luka    | Tierra batida | Andrej Martin     | Laurynas Grigelis Alessandro Motti  | 7-5, 4-6, [10-7]    |
| 20. | 8 de junio de 2019       | Challenger de Almaty        | Tierra batida | Andrej Martin     | Gonçalo Oliveira Andréi Vasilevski  | 7-6(4), 3-6, [10-8] |

## Títulos enFutures(52; 23+29)

### Individuales (23)
| N.º | Fecha                   | Torneo         | Superficie    | Oponente en la final | Resultado      |
| --- | ----------------------- | -------------- | ------------- | -------------------- | -------------- |
| 1.  | 27 de mayo de 2008      | Cracovia       | Tierra batida | Jiri Skoloudik       | 7-5 6-3        |
| 2.  | 24 de noviembre de 2008 | La Libertad    | Tierra batida | Carlos Salamanca     | 3-6 5-4 RET    |
| 3.  | 27 de julio de 2009     | Jūrmala        | Tierra batida | Marco Simoni         | 6-1 6-0        |
| 4.  | 26 de julio de 2011     | Kuressaare     | Tierra batida | Jozef Kovalík        | 1-6 6-2 6-0    |
| 5.  | 1 de agosto de 2011     | Vilna          | Tierra batida | Vladimir Ivanov      | 6-3 1-6 7-5    |
| 6.  | 7 de mayo de 2012       | Bastad         | Tierra batida | Boy Westerhof        | 7-6(4) 7-5     |
| 7.  | 21 de mayo de 2012      | Kenitra        | Tierra batida | Lamine Ouahab        | 6-4 6-1        |
| 8.  | 30 de julio de 2012     | Vilna          | Tierra batida | Joss Espasandin      | 6-1 6-1        |
| 9.  | 19 de noviembre de 2012 | Foz do Iguaçu  | Tierra batida | Patricio Heras       | 6-4 6-4        |
| 10. | 3 de diciembre de 2012  | Temuco         | Tierra batida | Jorge Aguilar        | 6-3 7-5        |
| 11. | 5 de agosto de 2013     | Jūrmala        | Tierra batida | Giammarco Micolani   | 6-4 6-4        |
| 12. | 18 de noviembre de 2013 | Osorno         | Tierra batida | Gonzalo Lama         | 6-3 6-2        |
| 13. | 2 de diciembre de 2013  | Temuco         | Tierra batida | Andrés Molteni       | 6-3 6-4        |
| 14. | 26 de febrero de 2014   | Sharm el-Sheij | Tierra batida | Steven Moneke        | 6-3 4-6 6-4    |
| 15. | 5 de marzo de 2014      | Sharm el-Sheij | Tierra batida | Stefano Travaglia    | 6-4 4-6 6-4    |
| 16. | 24 de marzo de 2014     | Concón         | Tierra batida | Gonzalo Lama         | 6-3 2-6 7-6(2) |
| 17. | 5 de mayo de 2014       | Lérida         | Tierra batida | Juan Samuel Arauzo   | 7-6(1) 6-2     |
| 18. | 5 de agosto de 2014     | Friedberg      | Tierra batida | Remi Boutillier      | 6-4 6-2        |
| 19. | 6 de octubre de 2014    | Coquimbo       | Tierra batida | Nicolás Kicker       | 6-1 3-6 6-1    |
| 20. | 1 de diciembre de 2014  | Osorno         | Tierra batida | Julio Peralta        | 6-2 6-3        |
| 21. | 8 de diciembre de 2014  | Santiago       | Tierra batida | Juan Carlos Sáez     | 6-4 6-4        |
| 22. | 22 de diciembre de 2014 | Santiago       | Tierra batida | Michael Linzer       | 6-2 6-1        |
| 23. | 6 de abril de 2015      | Santiago       | Tierra batida | Nicolás Kicker       | 5-7 6-4 7-6(2) |

### Dobles (29)
| N.º | Fecha                    | Torneo       | Superficie    | Pareja                  | Oponentes en la final                         | Resultado          |
| --- | ------------------------ | ------------ | ------------- | ----------------------- | --------------------------------------------- | ------------------ |
| 1.  | 13 de marzo de 2007      | Acra         | Tierra batida | Guillermo Hormazábal    | Vivek Shokeen Ashutosh Singh                  | 6-4 6-4            |
| 2.  | 27 de agosto de 2007     | Guayaquil    | Dura          | Borja Malo              | Rafael Arévalo Matías Silva                   | 6-2 3-6 6-3        |
| 3.  | 28 de abril de 2008      | Aosta        | Tierra batida | Guillermo Hormazábal    | Giacomo Miccini Matteo Viola                  | 6-2 6-4            |
| 4.  | 20 de mayo de 2008       | Zabrze       | Tierra batida | Guillermo Hormazábal    | Marek Mrozek Mateusz Szmigiel                 | 6-1 6-4            |
| 5.  | 27 de mayo de 2008       | Cracovia     | Tierra batida | Guillermo Hormazábal    | Sadik Kadir Timo Nieminen                     | 7-5 7-6(3)         |
| 6.  | 15 de julio de 2008      | Palazzolo    | Tierra batida | Guillermo Hormazábal    | Ismar Gorcic Alessandro Sarra                 | 7-6(5) 6-2         |
| 7.  | 21 de julio de 2008      | Módena       | Tierra batida | Guillermo Hormazábal    | Mohammad Ghareeb Stéphane Robert              | 6-3 6-2            |
| 8.  | 4 de agosto de 2008      | Avezzano     | Tierra batida | Guillermo Hormazábal    | Alexandre Renard Stéphane Robert              | 6-3 6-7(4) [12-10] |
| 9.  | 26 de mayo de 2009       | Cracovia     | Tierra batida | Martin Emmrich          | Uladzímir Ignátik Denís Molchánov             | 6-4 7-6(5)         |
| 10. | 5 de abril de 2010       | Antalya      | Tierra batida | Ricardo Urzúa           | Pavol Červenák Ladislav Chramosta             | 6-4 4-6 [14-12]    |
| 11. | 19 de mayo de 2010       | Katowice     | Tierra batida | Adrián García           | Denís Matsukévich Cristóbal Saavedra          | 7-5 7-5            |
| 12. | 15 de junio de 2010      | Colonia      | Tierra batida | Paris Gemouchidis       | Roman Jebavý Andrey Kumantsov                 | 6-4 7-5            |
| 13. | 15 de noviembre de 2010  | Quillota     | Tierra batida | Ricardo Urzúa           | Guillermo Hormazábal Rodrigo Pérez            | 7-6(6) 6-4         |
| 14. | 29 de noviembre de 2010  | Talca        | Tierra batida | Guillermo Hormazábal    | Guillermo Durán Kevin Konfederak              | 7-5 6-7(10) [10-5] |
| 15. | 1 de febrero de 2011     | Nußloch      | Dura (i)      | Max Raditschnigg        | Gero Kretschmer Peter Torebko                 | 6-4 6-4            |
| 16. | 16 de mayo de 2011       | Cracovia     | Tierra batida | Kamil Čapkovič          | Marcin Gawron Grzegorz Panfil                 | W/O                |
| 17. | 23 de mayo de 2011       | Cesena       | Tierra batida | Max Raditschnigg        | Claudio Grassi Walter Trusendi                | 6-3 6-3            |
| 18. | 1 de agosto de 2011      | Vilna        | Tierra batida | Andréi Vasilevski       | Nikolai Fidirko Yegor Guerásimov              | 6-2 6-2            |
| 19. | 13 de septiembre de 2011 | Budapest     | Tierra batida | Marc Rath               | Levente Godry Peter Nagy                      | 2-6 6-4 [10-3]     |
| 20. | 2 de abril de 2012       | Roma         | Tierra batida | Jonathan Eysseric       | Daniel Dutra da Silva Pedro Sakamoto          | 4-6 6-4 [10-4]     |
| 21. | 30 de abril de 2012      | Karlskrona   | Tierra batida | Albano Olivetti         | Lewis Burton George Morgan                    | 6-3 7-6(3)         |
| 22. | 27 de agosto de 2013     | Brașov       | Tierra batida | Alexandru-Daniel Carpen | Teodor-Dacian Crăciun Petru-Alexandru Luncanu | 6-7(5) 6-2 [10-8]  |
| 23. | 24 de septiembre de 2013 | Agadir       | Tierra batida | Steven Moneke           | Rafael Mazón Alberto Santos Bravo             | 6-3 6-1            |
| 24. | 24 de marzo de 2014      | Concón       | Tierra batida | Jorge Aguilar           | Bruno Sant'anna Caio Zampieri                 | 6-4 6-7(5) [12-10] |
| 25. | 1 de diciembre de 2014   | Osorno       | Tierra batida | Cristóbal Saavedra      | Martín Cuevas Rodrigo Senattore               | 7-6(7) 2-6 [10-8]  |
| 26. | 22 de diciembre de 2014  | Santiago     | Tierra batida | Julio Peralta           | Ariel Behar Gonzalo Lama                      | 7-6(3) 6-2         |
| 27. | 23 de febrero de 2015    | Viña del Mar | Tierra batida | Jorge Aguilar           | Martín Cuevas Nicolás Kicker                  | 6-4 7-6(5)         |
| 28. | 6 de abril de 2015       | Santiago     | Tierra batida | Jorge Aguilar           | Nicolás Kicker Fabricio Neis                  | 7-6(4) 5-7 [10-4]  |
| 29. | 25 de mayo de 2015       | Bacău        | Tierra batida | Juan Carlos Sáez        | Alexandru-Daniel Carpen Ilija Vucic           | 6-3 4-6 [10-7]     |

## Clasificación histórica
| Torneo                    | 2015 | 2016 | 2017 | 2018 | W–L |
| ------------------------- | ---- | ---- | ---- | ---- | --- |
| Grand Slam                |      |      |      |      |     |
| Abierto de Australia      | A    | 1R   | A    | 3R   | 2–2 |
| Abierto de Francia        | A    | A    | A    | 1R   | 0–1 |
| Wimbledon                 | Q1   | 2R   | QF   | 2R   | 5–3 |
| Abierto de Estados Unidos | A    | 1R   | 1R   | A    | 0–2 |
| Win-Loss                  | 0–0  | 1–3  | 3–2  | 3–3  | 7–8 |

## Ranking ATP al finalizar cada temporada

### Individual
| Año                     | 2006 | 2007 | 2008 | 2009 | 2010 | 2011 | 2012 | 2013 | 2014 | 2015 | 2016 | 2017 |
| Ranking en individuales | 1330 | 807  | 428  | 526  | 500  | 334  | 269  | 298  | 183  | 190  | 476  | 1088 |

### Dobles
| Año               | 2004 | 2005 | 2006 | 2007 | 2008 | 2009 | 2010 | 2011 | 2012 | 2013 | 2014 | 2015 | 2016 | 2017 | 2018 |
| Ranking en Dobles | 1760 | 1269 | 1311 | 475  | 388  | 598  | 245  | 315  | 373  | 387  | 244  | 74   | 86   | 58   | 69   |